# حبيب بييه
حبيب بييه (بالفرنسية: Habib Beye)‏، من مواليد 19 أكتوبر 1977 في باريس في فرنسا، لاعب كرة قدم سنغالي.
بدأ مسيرته الكروية مع نادي باريس سان جيرمان الفرنسي في موسم 1997/1998، وفي عام 1998 انتقل إلى نادي ستراسبورغ الفرنسي، ولعب معهم حتى عام 2003، وشارك معهم في 134 مباراة وسجل 8 أهداف، ومنذ عام 2003 وهو يلعب مع نادي مارسيليا الفرنسي.
و قد بدأ باللعب مع منتخب السنغال لكرة القدم في عام 2001.

## مسيرته الكروية
لعب حبيب بييه خلال مسيرته الاحترافية مع 6 أندية في سبعة عشر موسمًا وسجل خلالها 16 هدفًا ضمن 362 مباراة. حيث فاز في موسم واحد بالكأس ولم يفز بأي دوري.
خاض حبيب بييه مسيرته مع نادي أكاديمية باريس سان جيرمان في موسم 1997–98 لمدة موسم واحد، مشاركًا في 17 مباراة سجل خلالها هدفين. ثم انتقل إلى نادي ستراسبورغ في موسم 1998–99 ليلعب معه ستة مواسم، حيث شارك في 134 مباراة سجل خلالها 9 أهداف. لينتقل بعدها إلى نادي أولمبيك مارسيليا في موسم 2003–04 ليلعب معه خمسة مواسم، مشاركًا في 128 مباراة سجل خلالها هدفين. ثم انتقل إلى نادي نيوكاسل يونايتد في موسم 2007–08 ولمدة موسمين، مشاركًا في 52 مباراة سجل خلالها هدفًا واحدًا. هذا وانتقل لاحقًا إلى نادي أستون فيلا في موسم 2009–10 ولمدة موسمين، مشاركًا في 9 مباريات ولم يسجل أي هدف. ثم انتقل بعدها إلى نادي دونكاستر روفرز في موسم 2011–12 لمدة موسم واحد، مشاركًا في 22 مباراة سجل خلالها هدفين.

## روابط خارجية
- حبيب بييه على موقع IMDb (الإنجليزية)

- حبيب بييه على موقع الاتحاد الدولي (مؤرشف)  (الإنجليزية)
- حبيب بييه على موقع إي إس بي إن إف سي (الإنجليزية)
- حبيب بييه على موقع قاعدة بيانات كرة القدم.إي يو (الإنجليزية)
- حبيب بييه على موقع ليكيب (الفرنسية)
- حبيب بييه على موقع ناشيونال فوتبول تيمز (الإنجليزية)
- حبيب بييه على موقع Soccerbase.com (لاعب) (الإنجليزية)
- حبيب بييه على موقع Soccerway.com (الإنجليزية)
- حبيب بييه على موقع عالم كرة القدم.نت (الإنجليزية)
- حبيب بييه على موقع كووورة